# أنخيل سالازار
أنخيل سالازار (بالإسبانية: Ángel Salazar)‏ هو لاعب كرة قاعدة فنزويلي، ولد في 4 نوفمبر 1961 في ولاية أنزواتغي في فنزويلا.